# Дьомін Михайло Юрійович
Михайло Юрійович Дьомін (нар. 9 березня 1972) — радянський та український футболіст, захисник та нападник.

## Життєпис
Розпочав грати на дорослому рівні в 16-річному віці в складі колективу фізкультури «Титан» (Армянськ). У 1988-1989 роках перебував у складі «Таврії», за основний склад якої зіграв один матч у першій лізі — 11 жовтня 1989 року проти кутаїського «Торпедо». Потім знову виступав у змаганнях КФК.
Після розпаду СРСР перейшов у бобруйський «Трактор», за який зіграв 14 матчів у першому сезоні вищої ліги Білорусі. Потім грав у другій лізі України за «Титан» (Армянськ) і в першій лізі — за «Темп» (Шепетівка). У складі «Темпа» став срібним призером першої ліги сезону 1992/93. Влітку 1993 року знову грав у чемпіонаті Білорусії за клуб з Бобруйська, який протягом сезону виступав під назвами «Фандок» та ФК «Бобруйськ». У жовтні того ж року повернувся в Україну й протягом декількох років виступав у другій лізі за «Титан», «Рось» (Біла Церква) і «Кристал» (Херсон). У сезоні 1997/98 років грав у одному з нижчих дивізіонів Польщі за ВКП (Влоцлавек).
У 1999-2000 роках грав у Білорусії за «Торпедо-Кадіно» (Могильов), після чого завершив професіональну кар'єру. Всього за кар'єру зіграв у вищій лізі Білорусі (1992, 1993, 1999-2000) 39 матчів та відзначився 1 голом. Автором голу став в останньому турі сезону 1999, 30 жовтня 1999 року в складі могильовського клубу у воротах «Свіслочі-Покрівлі».